# Famille Brandolin
Pour les articles homonymes, voir Brandolini.
 (mai 2015).

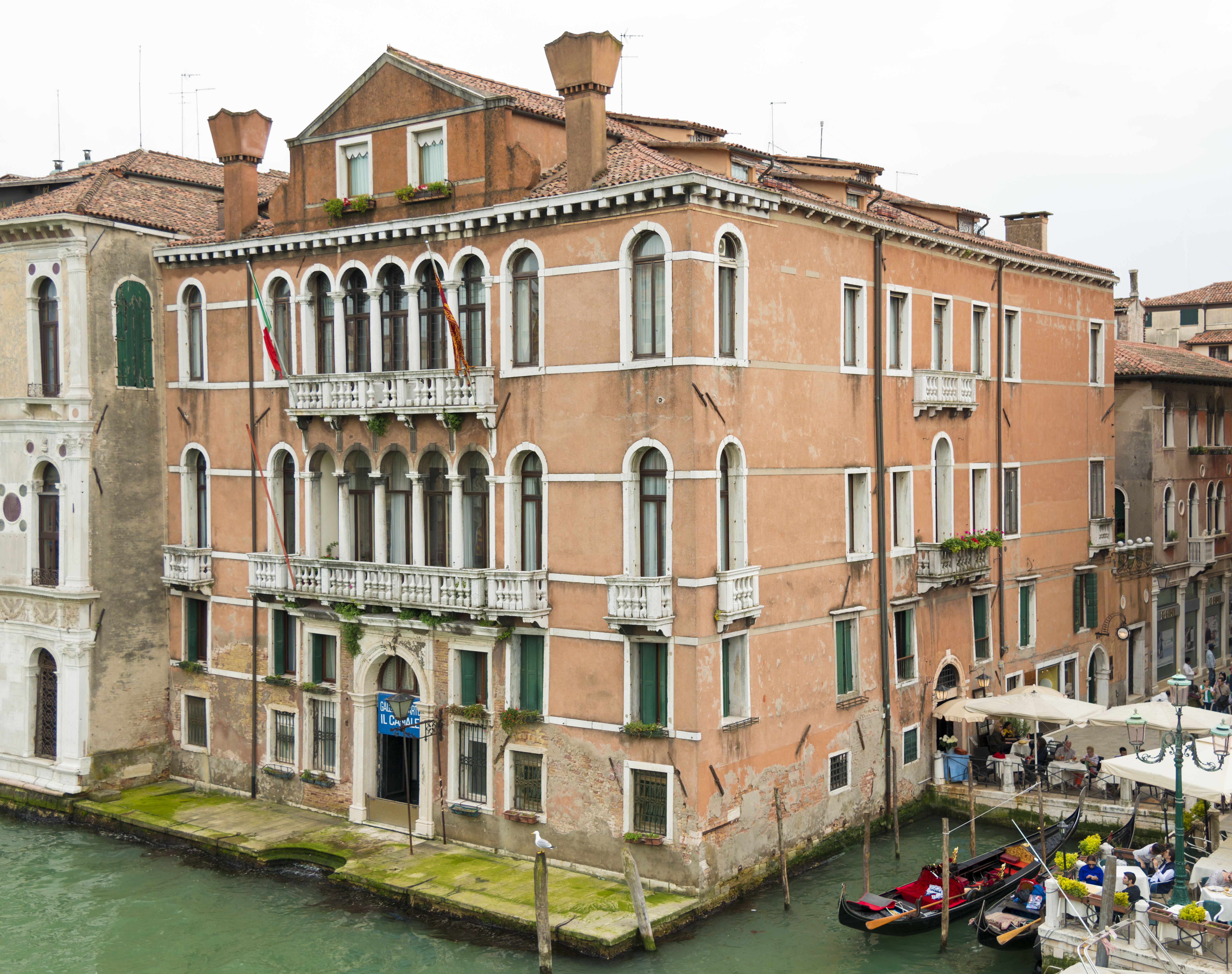
Le palais Brandolin Rota sur le Grand Canal

La famille Brandolin (ou Brandolini) est une famille patricienne de Venise.

## Historique
Après avoir été dépossédés d'Alessandria, de Novare et de Tortone, dont ils étaient les seigneurs, les Brandolini ont été admis sous la protection de la République et, par le mérite de leurs loyaux services, inféodés du comté de Valmareno dans la province de Trévise actuelle .
Ils obtinrent la noblesse patricienne en 1686, après avoir offert 100 000 ducats à la République.
Tiberio conseille l'empereur Charles Quint qui lui donne un fief avec titre de baron.

## Armes

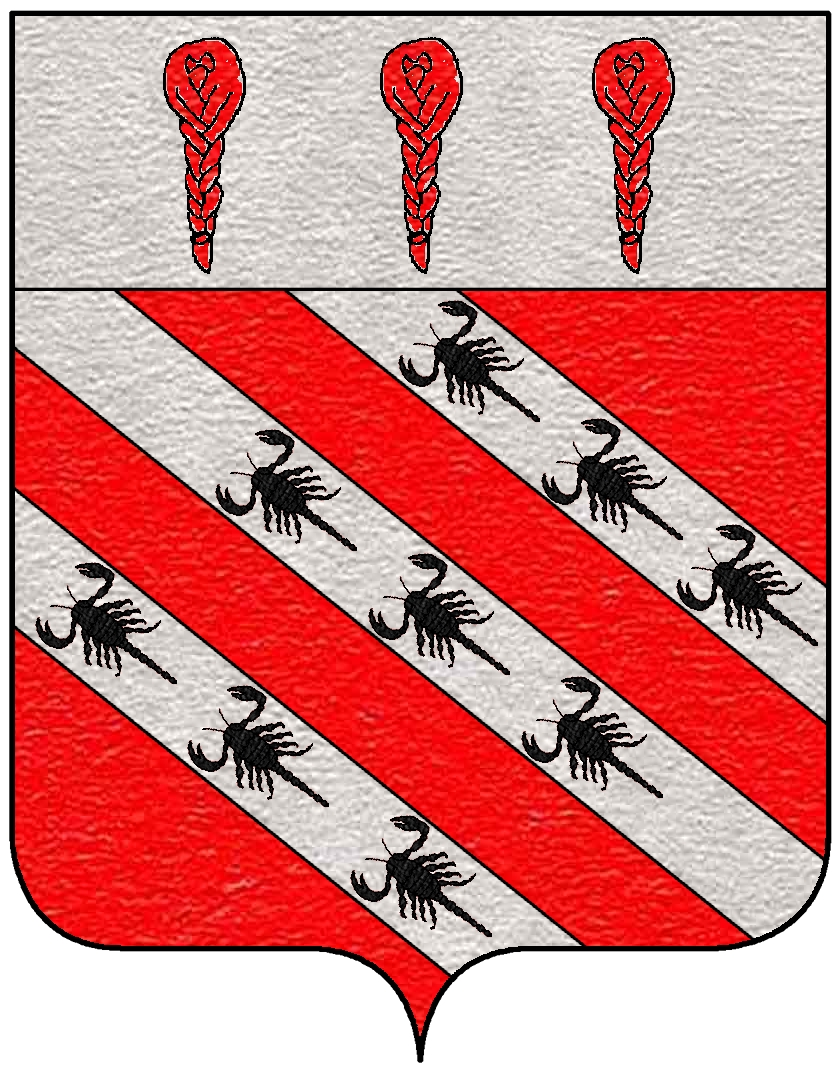
Les armes de la famille Brandolin.

Les armes des Brandolin: six bandes de gueules et d'argent, les trois d'argent chargées de six scorpions de sable; 1, 3, 2 sous un chef d'argent chargé de trois tresses de gueule.